# Deuteraphorura frasassii
Deuteraphorura frasassii is een springstaartensoort uit de familie van de Onychiuridae. De wetenschappelijke naam van de soort is voor het eerst geldig gepubliceerd in 1999 door Fanciulli.